# Roca Gelera
Roca Gelera és una muntanya de 1.110 m alt del límit dels termes comunals d'Eus i Campossí, el primer de la comarca del Conflent, i el segon, de la de la Fenolleda, a la Catalunya del Nord el primer i a Occitània el segon, si bé en una comarca històricament unida a la Catalunya del Nord. És, per tant, un dels límits septentrionals dels Països Catalans.
És a l'extrem septentrional del terme d'Eus i al meridional del de Campossí, al nord-est de l'Estanyol. Tot i que el cim és pròpiament dins del terme eusenc, el conjunt de la muntanya fa de termenal, com s'ha dit anteriorment.
Aquest cim està inclòs al llistat dels 100 cims de la FEEC.